# De kaarsen
De kaarsen is een sprookje van Hans Christian Andersen, het verscheen in 1872.

## Het verhaal
Een grote waskaars vindt dat ze op een zilveren kandelaar of in een lichtkroon hoort. De vetkaars is van talg, maar is toch tevreden. Niemand kiest zijn positie in de wereld, hij blijft in de keuken. Maar het hele huis krijgt daar zijn eten vandaan. De waskaars zal snel worden gehaald, vanavond is er een bal. Mevrouw zelf neemt ook de waskaars in haar hand en stopt hem in een mand met appels. Een arme jongen neemt dit mee voor zijn moeder, die tot diep in de nacht werkt. Het dochtertje van de vrouw mag ook tot diep in de nacht opblijven, ze krijgt rode strikken in haar haar. De kaars komt bij een weduwe met drie kinderen en de vrouw dankt de goede mevrouw voor haar gift. De kaars vindt dat de zwavelstok, die hem aansteekt, stinkt. De vetkaars ziet gasten arriveren bij het huis aan de overkant. Hij denkt nooit weer zoveel vreugde te zullen zien. 
Het kleinste kind slaat haar armen om haar broertje en zusje, ze fluistert dat ze vanavond warme aardappelen eten. De kaars ziet de vreugde en denkt diep na. Hij ziet het feestmaal en het kleinste kind zegt een versje op waarin ze God dankt. Ze vraagt of ze dat keurig heeft gezegd, waarna moeder haar terechtwijst. Ze mag alleen denken aan de goede God. De kinderen krijgen een zoen en gaan naar bed. Moeder zit tot diep in de nacht te naaien. Aan de overkant klinkt muziek en boven alle huizen schitteren de sterren. De vetkaars vraagt zich af of de waskaarsen het beter hadden in de zilveren kandelaars. Hij denkt aan de meisjes die even gelukkig waren. Eén werd bestraald door een vetkaars en de ander door een heel legioen waskaarsen.